# Soul Intent
Soul Intent – demo (kaseta) amerykańskiego rapera Eminema wydane razem z Proofem i DJ-em Buttafingazem.

## Lista utworów
| Nr | Tytuł                      | Czas | Producent | Wykonawcy             |
| -- | -------------------------- | ---- | --------- | --------------------- |
| 1  | "Fuckin Bakstabber" (skit) | 1:20 | Proof     | Eminem                |
| 2  | "Fuckin Bakstabber"        | 3:24 | Proof     | Eminem Proof          |
| 3  | "Biterphobia"              | 3:38 | Proof     | Eminem DJ Buttafingaz |